# مائوریزیو راوا

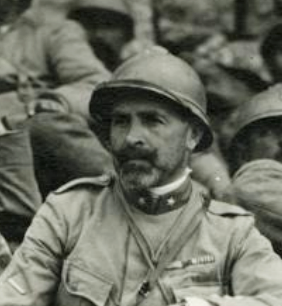
مائوریزیو راوا، فرماندار ایتالیایی سومالی‌لند - ۱۹۱۴

مائوریزیو راوا (۱۸۷۸-۱۹۴۱) فرماندار ایتالیایی سومالی‌لند ایتالیا بین سالهای ۱۹۳۱ و ۱۹۳۵ بود. او همچنین نویسنده شناخته شده‌ای بود.

## اوایل زندگی
مائوریزیو راوا در یک خانواده یهودی در میلان ایتالیا متولد شد. او نقاشی خواند و از دوران جوانی در لیسه میلان شروع به نوشتن مقاله کرد. مائوریزیو راوا در «آکادمی هنرهای زیبای رم» فارغ التحصیل شد.
راوا در ۲۰ سالگی با روزنامه‌ها و مجلات ایتالیایی همچون (تریبون، ایده ناسیونال و نقد ایتالیایی) همکاری کرد و در ۳۰ سالگی اولین کتاب خود را نوشت: "Al Lago tsana. Redazione". او تا سی سال بعد نزدیک به صد مقاله و کتابهای تعددی نوشت.
در سال ۱۹۰۳ با انریکا کانواری ازدواج کرد و صاحب یک پسر شد (کارلو انریکو، که بعدها یک معمار مشهور بود).
راوا در جنگ جهانی اول در سپاه آلپ ایتالیا داوطلب شد و در حالی که در کوه‌های ترنتینو می‌جنگید، یک مدال نظامی نقره به همراه ۲ مدال برنز دریافت کرد. 

## زندگی سیاسی
راوا از دوران دانشجویی از حزب ناسیونالیست ایتالیا حمایت کرده بود. او بعداً در طول جنگ جهانی اول به حزب ملی فاشیست پیوست. در سال ۱۹۱۹ او یکی از بنیانگذاران «فاسیو» شهر رم بود. 
در سال ۱۹۲۲ راوا در راهپیمایی رم شرکت کرد و مهمترین همکار یهودی موسولینی بود.
در دهه ۱۹۲۰ راوا معاون فرماندار طرابلس ایتالیا  و یک ژنرال در شبه نظامیان فاشیست بود. از ۱ ژوئیه ۱۹۳۱ تا ۶ مارس ۱۹۳۵ راوا فرماندار سومالی‌لند ایتالیا بود و در آنجا ساخت جاده‌ها، بیمارستان‌ها، مدارس، بنادر و بسیاری از زیرساخت‌ها (برق، آسفالت در جاده‌های اصلی شهری و غیره) را ترویج کرد.)  او همچنین «همگون‌سازی-یکپارچه‌سازی» جوانان بومی سومالیایی را در مدارس هم سطح استعمارگران ایتالیایی ترویج می‌کرد.
اگرچه در اواخر دهه ۱۹۳۰ او به دلیل تعصب آلمان نازی علیه یهودیان ایتالیا با مشکلاتی در درون حزب مواجه شد، اما همیشه مورد احترام فاشیست‌ها بود.  همان موسولینی اغلب از او دفاع می‌کرد و او را «یکی از بهترین همکارانش از دهه ۱۹۲۰ که تا حد زیادی مستعمره سومالی‌لند را بهبود بخشید» نامید. 
راوا هنگامی که آکادمی نیروی دریایی بتار افتتاح شد، برخی از پیوندها را با نیروی دریایی اسرائیل ارتقا داد. این آکادمی یک مدرسه آموزشی نیروی دریایی یهودی بود که در سال ۱۹۳۴ توسط جنبش انقلابی صهیونیستی به سرپرستی زیو ژابوتینسکی و با توافق موسولینی در چیویتاوکیا ایتالیا تأسیس شد.
پس از نامزد شدن به عنوان «سناتور» او در سال ۱۹۴۱ بر اثر جراحات وارده در لیبی ایتالیا درگذشت، زمانی که «ژنرال تیپ» در حال جنگ با بریتانیا بود. در سالهای آخر عمرش با ایتالو بالبو (دومین مسئول ایتالیای فاشیست پس از موسولینی) بسیار نزدیک بود.
تشییع جنازه او در رم با شرکت هزاران فاشیست - مخالف قوانین نژادی تحمیل شده توسط هیتلر - با سلام دادن به او برگزار شد و واکنش شدید نارضایتی سفیر آلمان نازی در رم را برانگیخت.

## کتاب‌ها
راوا چند کتاب نوشت که مهمترین آنها عبارتند از:
- آزادی مشروط استعماری [۸]
- آل لاگو تسانا. رابطه [۹]
- هشتاد و سومین نمایشگاه انجمن آماتورها و خبرگان هنرهای زیبا رم MCMXIV [۱۰]
- در گورستان نه شهر[۱۱]
- اریتره مستعمره اصلی ما

او همچنین در سالهای آخر عمر خود نوشت: بی‌عدالتی تحریم‌ها: ایتالیا مورد حمله قرار گرفت، رم ۱۹۳۶؛ «مشکل نیروی کار در سومالی»، رم ۱۹۳۷؛ «اتیوپی غربی: در کشورهای پلاتین و طلا»، رم ۱۹۳۸؛ «سیاست اجتماعی در قبال بومیان و روش‌های همکاری با آنها»، رم ۱۹۳۸؛ «دفتر خاطرات سفر دوم به غرب اتیوپی»، رم ۱۹۳۹ 

## یادداشت
1. ↑  C. Cresti, "Architettura ‘coloniale’ per i territori italiani d’Oltremare". Firenze, 2005
2. ↑  Photos of Rava during WW1 (with comments
3. ↑  Mia Fuller. Moderns Abroad: Architecture, Cities and Italian Imperialism p. 43 ()
4. ↑  Photo of Rava (the first on top to the left) in Libya
5. ↑  Book (with many photos) of Maurizio Rava about what he did -as Governor- between 1931 nd 1934 in Somalia (click on the book image to download)
6. ↑  "RAVA, Maurizio in "Dizionario Biografico"". www.treccani.it (به ایتالیایی). Retrieved 2023-06-07.
7. ↑  Emilio De Bono, wrote that «trovò la Colonia in disorganizzazione e l’ha messa a posto (he found the colony in chaos and solved all problems)». "Archivio centrale dello Stato, Segreteria particolare del Duce, Carteggio riservato", b. 242, note on 30 novembre 1934
8. ↑  Rava, Maurizio. "Parole ai coloniali Buone (1935) | Librodifaccia". www.abebooks.co.uk (به انگلیسی). Retrieved 2023-06-07.
9. ↑  Rava, Maurizio. "Al Lago Tsana (Il Mar Profondo D'Etiopia). Relaziona del Viaggio Compiuto dalla Missione Tancredi per Incario della reale Societa Geografica, con un'Appendice di Geografia Agronomica del Ca. Guiseppe Ostini | Antiquariat KAIAPO". www.abebooks.co.uk (به انگلیسی). Retrieved 2023-06-07.
10. ↑  Rava, Maurizio. "L'Ottantatreesima Esposizione della Società Amatori e Cultori di Belle Arti Roma MCMXIV (1914) | Antonio Pennasilico". www.abebooks.co.uk (به انگلیسی). Retrieved 2023-06-07.
11. ↑  Rava, Maurizio. "Sul Cimitero di nove Città (1913) | Libreria Piani". www.abebooks.co.uk (به انگلیسی). Retrieved 2023-06-07.
12. ↑  Treccani: Maurizio Rava (biografia)

## کتابشناسی
- باندینی، فرانکو. «ایتالیایی ها در آفریقا، تاریخ جنگ های استعماری ۱۸۸۲-۱۹۴۳». لونگانسی. میلان، ۱۹۷۱.
- کورنی، جی. «سومالی‌لند ایتالیایی»، دوم، ویرایش لیتوری. میلان، ۱۹۳۷
- دل بوکا. «ایتالیایی‌ها در شرق آفریقا، فتح امپراتوری». اینودی. باری، ۱۹۷۹
- گاروین، باربارا (به همراه پروفسور برنارد کوپرمن). «یهودیان ایتالیا: حافظه و هویت. مطالعات و متون در تاریخ و فرهنگ یهود»، انتشارات دانشگاه مریلند (بتسدا ۲۰۰۰)، ISBN 1-883053-36-6

## همچنین ببینید
- سومالی ایتالیا
- طرابلس ایتالیا